# Sárai Tibor
Sárai Tibor (Budapest, 1919. május 10. – Budapest, 1995. május 11.) Kossuth- és Erkel-díjas zeneszerző, zenepedagógus.

## Élete, munkássága
A Liszt Ferenc Zeneakadémián 1938 és 1942 között hegedű szakon végezte tanulmányait, és ezzel párhuzamosan – magánúton – Kadosa Pálnál zeneszerzést is tanult.
Komoly közéleti feladatokat látott el az 1945 utáni magyar zenei életben. 1948-ban – egy évre – a Magyar Zeneművészek Szabad Szakszervezetének megbízott főtitkára lett. 1949-ben kinevezték a Magyar Rádió  zenei főosztályának osztályvezető-helyettesévé, majd 1950-től 1953-ig az osztály vezetője volt. 1949 és 1950 között a Népművelési Minisztérium zenei osztályvezetője volt. 1953-tól 1959-ig a budapesti Konzervatóriumban tanított, majd 1959-től Liszt Ferenc Zeneművészeti Főiskola oktatója, később főiskolai tanára lett. 1980-ban vonult nyugdíjba. 1959-től 1978-ig a Magyar Zeneművészek Szövetségének főtitkára volt, két alkalommal – 1972–1977, 1980–1985 – az UNESCO alatt működő Nemzetközi Zenei Tanács Végrehajtó Bizottságának tagja volt, de 1975 és 1977 között betöltötte az alelnöki, 1980 és 1982 között pedig a főtitkári funkciót is.
Zeneszerzőként is széles körű tevékenységet fejtett ki, az opera kivételével szinte valamennyi műfajban alkotott: komponált egy oratóriumot, három kantátát, két szimfóniát, nyolc egyéb zenekari darabot, három vonósnégyest és más kamarazenei műveket, a cappella kórusműveket, dalokat, szólódarabokat hegedűre, zongorára, brácsára, fuvolára stb. Egy könyvet írt: A cseh zene története című munkája 1959-ben jelent meg. Műveiből több rádió- és lemezfelvétel készült.
1995-ben, egy nappal a 76. születésnapja után hunyt el. A Farkasréti temetőben nyugszik.

## Elismerései
- Erkel Ferenc-díj (1959)
- Kossuth-díj (1975)
- Érdemes művész (1988)